# Коте Христов
Константин (Коте) Христов Саров или Саровски, известен в Гърция като Константинос Котас или Котас Христу (на гръцки: Κωνσταντίνος Κώτας или Κώττας; Κώτας или Κώττας Χρήστου) e деец на Вътрешната македоно-одринска революционна организация, преминал на страната на гръцката въоръжена пропаганда и оглавил гъркоманска андартска чета в Македония.

## Биография

### Хайдутство
Коте Христов е роден в 1863 година в костурското село Руля, разположено в областта Кореща. Остава без образование. През пролетта на 1898 година Коте заедно с Павле Киров (Павлос Киру) от село Желево излизат хайдути и начело на малка чета от Корещата се занимават с дребни нападения, кражби и убийства на бейове злодеи – Касъм бей, Хабедин бей от Костур, Нури бей от Хрупища, Джемал бей от Корча, Нури от Лерин и т.н. Коте е заловен от османските власти в село Писодер и осъден на затвор в Корча. Оттогава един от най-доверените хора на Коте е Спиро Преспанчето.

### Във ВМОРО
След излизането на Коте от затвора през 1899 година с него се свързват ръководителят на Костурския революционен район на ВМОРО Павел Христов и главният районен агитатор Лазар Поптрайков и го привличат в редовете на организацията. Зедно с Васил Бекяров от село Желево, Нако от Шестово, Насо Йорлев от Апоскеп и Лечо Настев убиват турския злосторник Касъм бег. По-късно в групата влизат още Митре Влаха, Христо Цветков и Демир от Кономлади, Ванчо от Дъмбени и Веле Илинчето от Илино.
Според костурчанинът учител Георги Райков Коте Христов Саровски „е бил инициатор да се откажат съселяните му от гръцката патриаршия и да признаят за духовен началник Българския Екзарх Йосиф I“. Също според Райков Коте прави опит да убие митрополит Филарет Костурски между Брезница и Руля, но владиката научава и избягва засадата.
Коте води чета на ВМОРО формирана през май 1900 година до пристигането на титулярния ѝ войвода Марко Лерински, като през септември Коте Христов се отцепва с 4 души и се връща в Костурско. Причината за това е, че дълго време е подтикван от четника му Веле и от обида, че вече не е главен войвода. Коте обаче не се отказва от хайдушките си навици и въпреки че получава заплата от организацията, продължава да извършва несъгласувани с началството обири, нападения и изнудвания, с което излага революционното дело на риск. Върши също терористични и куриерски задачи на организацията.
През октомври 1900 година е изпратен за България по таен канал, но в Горничево е направен неуспешен опит за ликвидиране на Коте и четниците му. През 1901 година е направен неуспешен опит за убийството му от Васил Чекаларов и Пандо Кляшев. В края на същата година с Коте се свързва митрополит Герман Костурски, който с пари го привлича на гръцка страна. Дава му редовна заплата от 10 лири, и по 2 за двата му сина, които заминават да учат в Атина. Според Георги Райков, Коте е подкупен от гръцкия битолски консул чрез Наумче Андреев, гръцкия учител Никола Джукела и Трайко Лянджаков от Желево.
В началото на 1902 година Коте се явява на съд в Кономлади, където е осъден от костурското началство на ВМОРО на смърт, но Гоце Делчев го помилва след обещания да се поправи. Коте обаче продължава да не изпълнява нарежданията на организацията и през август 1902 година е направен нов опит за убийството му в село Ощима. Четата на Коте дава двама убити и двама ранени, но Коте се спасява невредим, а сподвижникът му Геле Търсиянски е заловен.
В края на август 1902 година пристигналият в Костурско войвода на Върховния македоно-одрински комитет полковник Анастас Янков след като не успява да спечели костурските ръководители на ВМОРО за вдигане на въстание се свързва с Коте и двамата правят планове за нападение срещу Лерин. Нападението обаче се осуетява след сигнал до турските власти от местния гръцки владика и отрядът на полковник Янков и Коте, разположен над Лерин се връща в село Смърдеш. Коте придружава Янков и при раздялата им за благодарност получава карабината на полковника, а част от четата му се присъединява към тази на Коте.
През април 1903 година въпреки съпротивата на Даме Груев и Лазар Поптрайков смъртната присъда над Коте е потвърдена от костурското началство по настояване на Пандо Кляшев и Васил Чекаларов. Въпреки това при избухването на Илинденското въстание Лазар Поптрайков, начело на отряд от 600 души, се среща с Коте, опрощава го и го ангажира в общата борба. Коте Христов проваля подготвяното от Ангел Андреев нападение на Пъпли в самото начало на въстанието, но на 26 юли отряд от 200 въстаници, начело с Ангел Андреев и Коте, напада силния турски гарнизон в Пъпли и след няколко дни обсада превзема селото. Коте се оттегля в своя район по Рулската река. След въстанието при него търси подслон войводата Спиро Олчев с двама четници, но Коте ги обезоръжава и обира.
Подслон при Коте потърсва и тежко раненият костурски началник Лазар Поптрайков, с когото Коте се е помирил по време на въстанието, но Коте, решил вече окончателно да премине на гръцка страна, му отрязва главата и я праща на костурския владика Каравангелис, от когото получава 50 лири.
Четници на ВМОРО убиват брата и бащата на Коте в село Брезница. В началото на 1904 година Коте Христов е заловен от турската власт, но по ходатайство на Германос Каравангелис е освободен и остава легален в селото си.

### В служба на гръцката пропаганда
Зимата на 1903 – 1904 година Коте прекарва в Атина при синовете си, които учат там с издействани от Каравангелис стипендии. През март 1904 година се завръща в Македония и заедно с Павле Киров от Желево и няколко души от влашкото село Писодер оформят база на гръцката пропаганда по Рулската река, в която посрещат първата гръцка чета, съставена от гръцки офицери, начело с Павлос Мелас. Коте започва да преследва изявените български дейци, но и продължава да разбойничества – на 4 май убива Георги Трайков, български учител в село Търнава. В същия ден пребива жената на изявения български деец свещеник Търпо Поповски и лелята на Васил Чекаларов.
Съществуват няколко версии за залавянето и смъртта на Коте. Според Христо Силянов на 22 май в село Буф изтезава току-що завърналия се от Америка Петко Янев с цялото му семейство и обира всичките му донесени от гурбет пари. Обраният се оплаква на генерал-губернатора Хюсеин Хилми паша в Битоля и на чуждестранните консули в града. След настояване на английския консул Хилми паша обещава, че ще залови Коте и на 9 юни 1904 година войска обгражда Руля. Коте се предава без съпротива. Отведен е в Битоля, осъден е като разбойник и е обесен през септември 1905 година на Ат пазар в Битоля. Според друга версия той е предаден на турците от костурския владика Каравангелис, защото отказва да им помогне да заловят приятеля му Митре Влаха и защото се колебаел дали да не се върне отново към българщината. Османският отряд, заловил Коте на 9 юни 1904 година, е воден от андартския капитан Павел Киров. Според гръцка дипломатическа документация Хилми паша лично е изтъкнал пред гръцкия консул в Битоля Димитриос Калергис заслугите на Каравангелис за намирането и залавянето на Коте. Турците му предлагат да стане водач на потеря, но той отказва и впоследствие присъдата му е изпълнена на 27 септември 1905 година.
Според гръцки източници Коте Христов посреща смъртта си безстрашно и заявява пред множеството на български „Да живее Гърция. Свобода или смърт!“. Според Иван Битраков, деец на ВМОРО и негов съкилийник по това време, Коте Христов проявява голямо малодушие на бесилката, след като сам разбира, че е предаден от гръцка страна.
Един от синовете на Коте Христов – Сотир през 1912 година напуска без да завърши военното училище, в което учи на държавни разноски, и действа като андартски капитан в Преспанско.
След като родното село на Коте Руля попада в Гърция през 1912 година, гръцката власт го прекръщава на негово име – Котас. На входа на селото има голям негов паметник. От 1995 година в селото работи музеят „Капитан Коте“, настанен в родната му къща.
В Лерин е издигнат бюст на Коте Христов, дело на скулптора Николаос Догулис, както и статуята Коте – пръв македонски боец, дело на видния гръцки скулптор Димитрис Каламарас.